# Jan Šebek
Jan Šebek (* 31. března 1991, Planá u Mariánských Lázní) je bývalý český fotbalový brankář. Mimo ČR působil v Anglii, kde chytal v akademii londýnské Chelsea.

## Klubová kariéra
Šebek začínal s kopanou v FK Tachov, odkud odešel v patnácti letech na roční hostování do Viktorie Plzeň.
V 16 letech zamířil z divizního Tachova za 15 000 britských liber do anglického klubu Chelsea FC, kde již působil na stejném postu jeho krajan Petr Čech. Šebek se zde začlenil do fotbalové akademie. Dostal se i na soupisku A-týmu, ale hrál převážně v rezervě. V létě roku 2011 přestoupil do FK Jablonec, odkud poté hostoval ve střížkovské Bohemce a Dukle Praha.

## Reprezentační kariéra
Hrál za české mládežnické reprezentace U16 a U19.
Byl členem českého týmu na Mistrovství světa hráčů do 20 let 2009 v Egyptě, kde však nenastoupil k žádnému ostrému utkání. ČR vypadla v osmifinále s Maďarskem na penalty 3:4 (po prodloužení byl stav 2:2).